# Победа (Асиновский район)
Побе́да — деревня в Асиновском районе Томской области, Россия. Входит в состав Большедороховского сельского поселения.

## География
Село находится в 3 км к югу от реки Чулым, в 4 км к юго-востоку от Асина.

## Население
| 1939 | 1959 | 1970 | 1979 | 1989 | 2002 | 2010 |
| ---- | ---- | ---- | ---- | ---- | ---- | ---- |
| 241  | ↗298 | ↘236 | ↘174 | ↗179 | ↗195 | ↘177 |
| 2012 | 2013 | 2014 | 2015 | 2019 | 2021 |      |
| ↘165 | ↘161 | ↘147 | ↘137 | ↘124 | ↘89  |      |

## Социальная сфера и экономика
Работают несколько предпринимателей, у населения имеются частные подворья. Основной вид деятельности — сельское хозяйство (скотоводство и растениеводство). Магазин — «Ягодное сельпо».
Работает фельдшерско-акушерский пункт.
Есть центр досуга.
Ближайшая средняя (полная) общеобразовательная школа находится в селе Больше-Дорохово — центре поселения.